# Kaszubski Oddział Straży Granicznej
Kaszubski Oddział Straży Granicznej – zlikwidowany oddział Straży Granicznej z siedzibą w Gdańsku pełniący służbę na granicy morskiej.

## Formowanie i zmiany organizacyjne
7 maja 1991 Komendant Główny Straży Granicznej płk prof. dr hab. Marek Lisiecki wydał zarządzenie nr 021 na mocy którego 16 maja 1991 rozwiązano Kaszubską Brygadę Wojsk Ochrony Pogranicza w Gdańsku. Jednocześnie na mocy tego zarządzenia został utworzony Kaszubski Oddział Straży Granicznej w Gdańsku według etatu nr 44/013 o stanie osobowym 878 funkcjonariuszy i 83 pracowników urzędów państwowych.
W terytorialnym zasięgu działania oddziału, terenowymi organami Straży Granicznej byli komendant oddziału, komendanci strażnic i granicznych placówek kontrolnych straży granicznej.

## Komendant oddziału
- ppłk SG Tadeusz Kaczyński[1].